# Arnaud Teyssier
Pour les articles homonymes, voir Teyssier.
Arnaud Teyssier, né le 22 décembre 1958 à Paris, est un haut fonctionnaire et historien français.

## Biographie

### Jeunesse et études
Arnaud Teyssier étudie à l'École normale supérieure de la rue d'Ulm (L1978).
Il est ensuite admis à l'École nationale d'administration (promotion Condorcet, 1990-1992).

### Parcours professionnel
Arnaud Teyssier intègre l'Inspection générale de l'administration à sa sortie de l'ENA.
Il a été conseiller de Philippe Séguin à l'Assemblée nationale et directeur du Centre d'études et de prospective du ministère de l'Intérieur de 2003 à 2008. Il est inspecteur général de l'administration depuis 2005.
Il est aussi président de l'Association des anciens élèves de l'ENA de 1999 à 2011.
Professeur associé à l'université de Paris I Panthéon-Sorbonne de 2006 à 2014, il est depuis 2015 professeur associé à l'École normale supérieure et co-directeur  de la Prép'ENA Paris I-ENS, où il enseigne les questions contemporaines ;  il est aussi administrateur de l'Institut d'études avancées de Nantes et conseiller scientifique de Futuribles. 
Depuis 2017, il préside le conseil scientifique de la Fondation Charles de Gaulle.
Il préside le syndicat des membres de l'Inspection générale de l'administration,[Depuis quand ?].
Il a notamment consacré plusieurs ouvrages à Richelieu.

## Publications
- La Ve République (1958-1995) : De de Gaulle à Chirac, Paris, Pygmalion, 1995 (réimp. 1996)
- Le Ier Empire (1804-1815) : De Napoléon Ier à Louis XVIII, Paris, Pygmalion, 2000
- La IIIe République (1895-1919) : De Félix Faure à Clemenceau, Paris, Pygmalion, coll. Histoire politique de la France, 2001
- Le Dernier Septennat (1995-2002) : Jacques Chirac, Paris, Pygmalion, 2002
- Lyautey : Le ciel et les sables sont grands, Paris, Perrin, 2004 (réimp. 2009)  — prix Nouveau Cercle Interallié 2004.
- Le Maire au nom de l'État : Contribution à l'étude du dédoublement fonctionnel, Paris, La Documentation française, 2005
- Avec Michel Aubouin et Jean Tulard, Histoire et Dictionnaire de la police : Du Moyen Âge à nos jours, Paris, Robert Lafont, coll. Bouquins, 2005
- Les Enfants de Louis-Philippe et la France, Paris, Pygmalion, 2006
- La Décentralisation en mouvement : Colloque, Assemblée nationale, Paris, 12-13 janvier 2006, Paris, La Documentation française, 2007
- Richelieu : La Puissance de gouverner, Paris, Michalon, 2007, 128 p.  (ISBN 978-2841863969).
- Charles Péguy : Une humanité française, Paris, Perrin, 2008 (réimp. 2014)
- Louis-Philippe : Le Dernier Roi des Français, Paris, Perrin, 2010, 456 p. (ISBN 978-2262032715)
- Le Testament politique : Armand Jean du Plessis de Richelieu, Paris, Perrin, coll. Les mémorables, 2011  — initialement paru en 1688, réédité poche, 2017, 352 p.  (ISBN 978-2-2620-7223-0)
- Histoire politique de la Ve République : 1958-2011, Paris, Perrin, 2011, 840 p.  (ISBN 978-2262036157).
- L'Encadrement supérieur et dirigeant de l'État, ministère de l’Intérieur, 2014
- Richelieu : L'Aigle et la Colombe, Paris, Perrin, 2014  — Grand prix du livre d'histoire Ouest-France en 2015[6].
- Philippe Séguin : le remords de la droite, Paris, Perrin, 2017, 350 p. (ISBN 978-2-262-05066-5)
- De Gaulle 1969, l'autre révolution, Paris, Perrin, 2019, 302 p.  (ISBN 978-2-262-07569-9)
- L'énigme Pompidou-de Gaulle, Paris, Perrin, 2021, 368 p.  (ISBN 978-2262080112)
- Demain la Ve République ?, avec Hervé Gaymard, Perrin, 2022, 414 p.  (ISBN 978-2262099732)
- Charles de Gaulle : L'angoisse et la grandeur, Perrin, 2024, 656 p.  (ISBN 978-2-262-09899-5)

## Décoration
- Chevalier de la Légion d'honneur (2016)[7]